# Hamilton Ricard
Hamilton Ricard Cuesta (Quibdó, 12 gennaio 1974) è un ex calciatore colombiano, di ruolo attaccante.